# 布道厄尔希区
布道厄尔希区，是匈牙利佩斯州的一个区，总面积240.36平方公里，总人口81116人（2007年1月1日），人口密度337.5人/平方公里。中心城市位于Budaörs。

## 辖区
布道厄尔希区包含10个市镇。